# Schenkia spicata
Schenkia spicata is een eenjarige of tweejarige plant uit de gentiaanfamilie. 

## Beschrijving
De plant bereikt een hoogte van 10 tot 55 cm en is kaal en rechtop vertakt vanaf de basis of het midden, met een bladverliezende basale rozet van brede, eivormige bladeren. De talrijke stengelbladeren zijn tegenoverstaand zittend, elliptisch langwerpig en hebben drie tot vijf nerven. De bovenste stengelbladeren zijn lancetvormig.
De bloemen zijn ongesteeld en staan in opgaande, aarachtige, bebladerde bloeiwijzen. De bloemen zijn 12-14 mm lang. De roze bloemkroon bestaat uit vijf uitgespreide knobbels van ongeveer 4,5 mm lang. De kelk met aangrenzende tanden is even lang als de kroonbuis.

## Verspreiding
Schenkia spicata komt voor op de Canarische Eilanden, in het Middellandse Zeegebied en van Oost-Azië tot in Centraal-Azië. 

## Naamgeving
De botanische naam werd gepubliceerd als Gentiana spicata door Carl Linnaeus in zijn Species plantarum uit 1753. De soort werd later ingedeeld bij Erythraea en vervolgens bij Centaurium, onder een brede omschrijving van het geslacht dat later polyfyletisch bleek te zijn. In 2004 werd Centaurium opgesplitst in vier geslachten, waarbij Centaurium spicatum werd hernoemd naar Schenkia spicata. Tegelijkertijd bleek uit onderzoek dat Europese en Australische exemplaren tot verschillende soorten behoren. De  Australische exemplaren bleken tetraploïde te zijn, terwijl de Europese exemplaren diploïde waren. Daarom kregen de Australische exemplaren een nieuwe naam: Schenkia australis.